# أوراق زيغالسكي

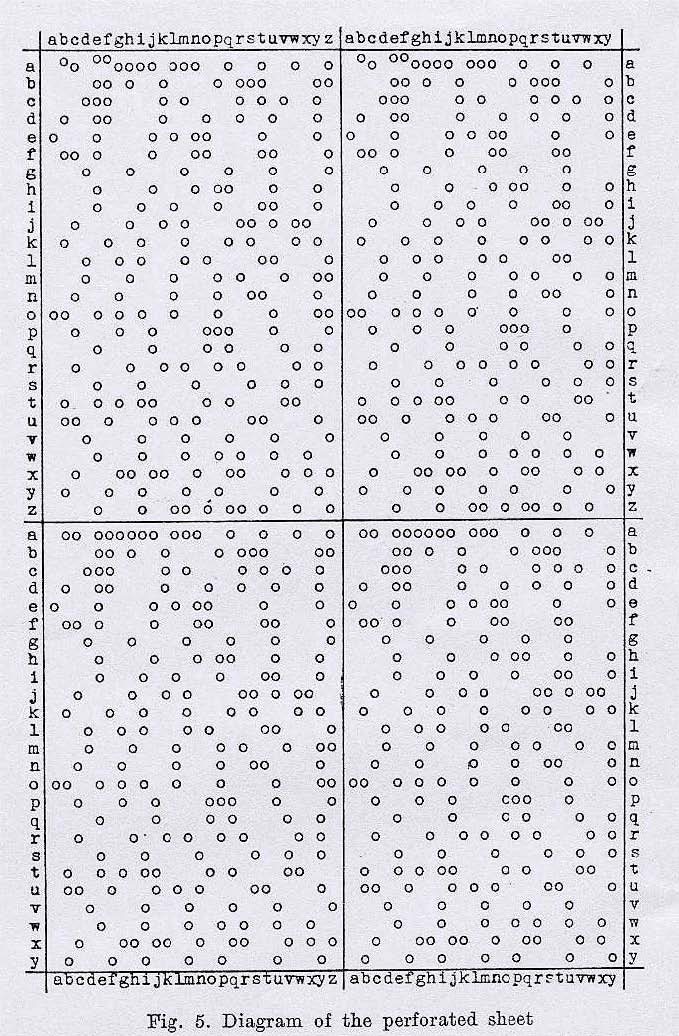
الأوراق المثقبة

أوراق زيغالسكي هي طريقة تعمية استخدمها مكتب التعمية البولندي قبل الحرب العالمية الثانية وخلالها. عن طريق حديقة بلتشلي لفك تعمية رسائل آلة إنجما. ابتكر هذه الطريقة البولندي هنريك زيغالسكي عام 1938.

## الطريقة

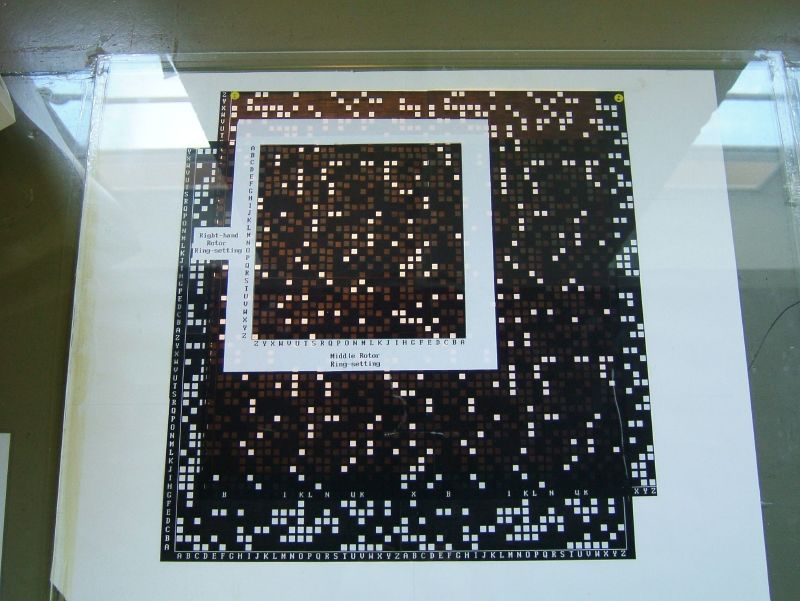
شرح الطريقة في متحف حديقة بلتشلي

الطريقة تعتمد على وضع أكثر من ورقة من هذه الأوراق المثقبة كل منها لها ثقوب في مواضع مختلفة عن الأخرى ثم تنسيقها بطريقة سليمة بالنسبة لبعضها البعض ووضع مصباح تحتها. بهذه الطريقة تحصل على أكثر من حل لفك تعمية الرسالة وإذا توافرت معلومات أكثر ستصل للحل الوحيد الصحيح.